# Sinarachna ceylonica
Sinarachna ceylonica là một loài tò vò trong họ Ichneumonidae.